# Aeroembolismo
Uma embolia de ar, também conhecida como embolia gasosa, é um bloqueio vascular causado por uma ou mais bolhas de ar ou de outro gás no sistema circulatório.  
O ar pode ser introduzido na circulação durante procedimentos cirúrgicos, em lesões por superexpansão pulmonar (barotrauma), durante a descompressão e em outras situações. Em plantas, embolias de ar também podem ocorrer no xilema de plantas vasculares, especialmente quando estas sofrem estresse hídrico.
Mergulhadores podem desenvolver embolia gasosa arterial como consequência de lesões por superexpansão pulmonar. O gás respirado, introduzido no sistema venoso dos pulmões devido ao barotrauma pulmonar, não é retido nos capilares alveolares e, consequentemente, é transportado para o restante do corpo através das artérias sistêmicas, o que representa alto risco de embolia.  
Bolhas de gás inerte formadas durante a descompressão são geralmente originadas no lado venoso da circulação sistêmica, onde as concentrações de gás inerte são mais elevadas; normalmente, estas bolhas são retidas nos capilares pulmonares e eliminadas sem causar sintomas. Se, porém, forem desviadas para a circulação sistêmica por meio de um forame oval patente, podem alcançar o cérebro – ocasionando um acidente vascular cerebral – ou as artérias coronárias, podendo provocar isquemia miocárdica, além de outras regiões, onde as consequências costumam ser menos graves.  
O primeiro socorro consiste na administração de oxigenoterapia com a maior concentração prática de oxigênio, no tratamento do choque e no transporte imediato para um hospital, onde a recompressão terapêutica e a oxigenoterapia hiperbárica são os tratamentos definitivos.

## Sinais e sintomas

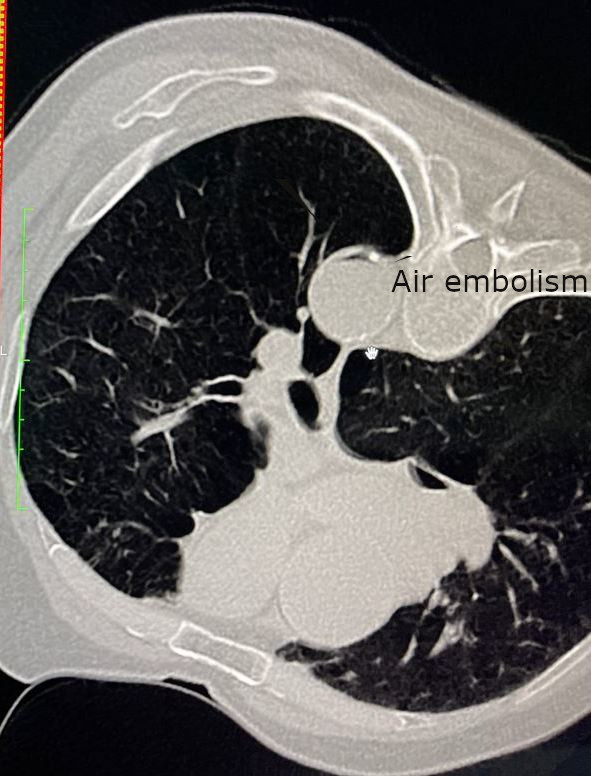
Embolia de ar na aorta torácica descendente após biópsia pulmonar percutânea guiada por tomografia de um tumor pulmonar suspeito.

### Em cirurgia
Os sintomas incluem:
- Hipotensão (pressão arterial anormalmente baixa)
- Falta de ar

### Em mergulhadores
Sintomas de embolia gasosa arterial incluem:
- Perda de consciência
- Cessação da respiração
- Vertigem
- Convulsões
- Tremores
- Perda de coordenação
- Perda do controle das funções corporais
- Dormência
- Paralisia
- Fadiga extrema
- Fraqueza nas extremidades
- Áreas com sensação anormal
- Anormalidades visuais
- Anormalidades auditivas
- Alterações de personalidade
- Comprometimento cognitivo
- Náusea ou vômitos
- Escarro sanguinolento
- Sintomas de outras consequências da superexpansão pulmonar, como pneumotórax, enfisema subcutâneo ou mediastinal, também podem estar presentes.

## Causas

### Procedimentos intervencionistas
Procedimentos de radiologia intervencionista, cardíacos e neurocirúrgicos podem predispor à embolia de ar. Além disso, o uso crescente de injetores de bomba para administração de contraste e a realização de intervenções percutâneas nos pulmões aumentam o risco de embolia de ar.

### Doença por descompressão
Embolia gasosa é um distúrbio de mergulho experimentado por mergulhadores que respiram gases sob pressão ambiente e pode ocorrer de duas maneiras distintas:
- Barotrauma pulmonar: Bolhas de ar podem entrar na corrente sanguínea como consequência de um trauma intenso no revestimento pulmonar após uma ascensão rápida, mantendo a respiração; o ar retido nos pulmões expande até que os tecidos se rompam (barotrauma pulmonar). Isso ocorre de forma súbita, visto que os pulmões fornecem poucos sinais de alerta até o rompimento. O mergulhador costuma emergir com dor e aflição, podendo apresentar espuma na boca ou expectorar sangue. O barotrauma pulmonar é, geralmente, evidente e se manifesta de maneira distinta da Doença de descompressão.
- Doença por descompressão: Bolhas de gás inerte formam-se na corrente sanguínea se o gás dissolvido no sangue, sob pressão durante o mergulho, não for eliminado em solução durante a subida. Os sintomas podem ser sutis, não imediatamente perceptíveis, e desenvolver-se algum tempo após a emergência.

### Barotrauma pulmonar induzido pelo ventilador
Trauma pulmonar também pode causar embolia de ar. Isso pode ocorrer após o paciente ser colocado em ventilação mecânica, quando o ar é forçado para dentro de uma veia ou artéria lesionada, causando morte súbita. [carece de fontes?]  
Prender a respiração durante a subida em mergulho com cilindro pode igualmente empurrar o ar dos pulmões para as artérias ou veias pulmonares, devido à diferença de pressão.

### Injeção direta
O ar pode ser injetado diretamente em uma veia ou artéria de forma acidental durante procedimentos clínicos.  
O uso inadequado de uma seringa para remover meticulosamente o ar das tubulações vasculares de um circuito de hemodiálise pode permitir sua entrada no sistema vascular.  
A embolia aérea venosa é uma complicação rara de procedimentos diagnósticos e terapêuticos que envolvem a cateterização de veias ou artérias.  
Se ocorrer uma embolia significativa, os sistemas cardiovascular, pulmonar ou o sistema nervoso central podem ser afetados.  
Intervenções para remover ou mitigar a embolia podem incluir procedimentos para reduzir o tamanho das bolhas ou a remoção do ar do átrio direito.
A dose letal para humanos é teoricamente considerada entre 3 e 5 mL por kg. Estima-se que a introdução de 300–500 mL de gás a uma taxa de 100 mL por segundo seria fatal.

## Mecanismo
A embolia de ar pode ocorrer sempre que um vaso sanguíneo estiver aberto e houver um gradiente de pressão que favoreça a entrada do gás. Como a pressão circulatória na maioria das artérias e veias supera a pressão atmosférica, uma embolia de ar raramente ocorre quando há lesão vascular.  
Em veias situadas acima do coração, como na cabeça e no pescoço, a pressão venosa pode ser inferior à atmosférica, permitindo a entrada de ar em caso de lesão.  
Esse fato explica por que os cirurgiões devem ter extremo cuidado ao operar no cérebro e inclinar a cabeceira da cama para baixo durante a inserção ou remoção de um cateter venoso central das veias jugular ou subclávia. [carece de fontes?]
Quando o ar entra nas veias, ele segue para o lado direito do coração e, a partir daí, para os pulmões.  
Isso pode causar constrição dos vasos pulmonares, elevando a pressão no lado direito do coração[carece de fontes?].  
Se essa pressão aumentar o suficiente em um paciente que esteja entre os 20% a 30% da população com Forame oval patente, a bolha gasosa pode atravessar para o lado esquerdo do coração e, daí, ser direcionada ao cérebro ou às artérias coronárias.[carece de fontes?]  
Essas bolhas são responsáveis pelos sintomas mais graves da embolia gasosa.
A embolia aérea venosa ou pulmonar ocorre quando o ar que entra nas veias sistêmicas é transportado para o lado direito do coração e, daí, para as artérias pulmonares, onde pode se alojar, bloqueando ou reduzindo o fluxo sanguíneo.  
O gás na circulação venosa pode ocasionar complicações cardíacas por obstruir a circulação pulmonar ou formando um "air-lock", elevando a pressão venosa central e reduzindo as pressões arteriais pulmonares e sistêmicas.  
Experimentos em animais demonstram que a quantidade de gás necessária para causar embolia é bastante variável.  
Relatos de casos sugerem que a injeção de mais de 100 mL de ar no sistema venoso, a taxas superiores a 100 mL/s, pode ser fatal.  
Embolias venosas volumosas e sintomáticas também podem ocorrer durante descompressões rápidas em mergulhos severos ou acidentes de descompressão, afetando a circulação pulmonar e resultando em dificuldade respiratória e hipóxia.
A embolia gasosa em uma artéria sistêmica, denominada embolia gasosa arterial (AGE), é mais grave que a embolia venosa, pois uma bolha de gás em uma artéria pode interromper diretamente o fluxo sanguíneo para a área irrigada por ela. Os sintomas da AGE dependem da região atingida e podem ser equivalentes a um acidente vascular cerebral – quando ocorre embolia arterial cerebral (CAGE) – ou a um infarto do miocárdio caso o coração seja afetado.  
A quantidade de ar que causa sintomas varia conforme a localização – 2 mL de ar na circulação cerebral podem ser fatais, enquanto 0,5 mL injetados em uma artéria coronária podem provocar parada cardíaca.

### Prevenção e rastreamento
Se houver suspeita de Forame oval patente, pode ser realizado um exame por ecocardiografia para diagnosticar o defeito. Neste teste, bolhas minúsculas são introduzidas na veia do paciente – produzidas pela agitação de solução salina em uma seringa – e, em seguida, injetadas na veia do braço. Alguns segundos depois, essas bolhas podem ser claramente visualizadas na imagem do ultrassom enquanto transitam pelo átrio e ventrículo direitos.  
Durante o exame, pode-se observar as bolhas atravessando um defeito septal ou, alternativamente, o forame oval patente pode ser aberto temporariamente ao se solicitar que o paciente realize a manobra de Valsalva enquanto as bolhas passam pelo coração direito – ação que abre o forame e permite visualizar as bolhas no coração esquerdo. Embora tais bolhas sejam pequenas demais para causar danos no teste, o diagnóstico pode alertar para o risco de problemas decorrentes de bolhas maiores, formadas durante atividades como o mergulho, em que as bolhas podem aumentar durante a descompressão.  
Um teste para forame oval patente pode ser recomendado para mergulhadores que planejam se submeter a estresses elevados de descompressão, especialmente em mergulhos técnicos profundos.

## Diagnóstico
Como regra geral, qualquer mergulhador que tenha respirado gás sob pressão, independentemente da profundidade, e que chegue à superfície inconsciente, perca a consciência logo após a ascensão ou apresente sintomas neurológicos em até aproximadamente 10 minutos após emergir deve ser considerado como acometido por embolia gasosa arterial.
Os sintomas da embolia gasosa arterial podem estar presentes, porém mascarados por efeitos ambientais – como a hipotermia – ou por dores decorrentes de outras causas. Assim, recomenda-se a realização de um exame neurológico quando houver suspeita de lesão por superexpansão pulmonar. Em alguns casos, os sintomas da Doença de descompressão podem ser muito semelhantes – ou mesmo coexistir – com os da embolia gasosa arterial; a história do mergulho frequentemente ajuda a descartar a doença por descompressão, e a presença de outros sinais de lesão por superexpansão pulmonar aumenta a probabilidade de embolia gasosa.

## Tratamento
Uma bolha de ar de grande volume no coração – como pode ocorrer após certos traumas que permitem o acesso livre do ar a grandes veias – pode se manifestar com um murmúrio contínuo do tipo "machinery". É essencial posicionar o paciente o mais rapidamente possível na posição de Trendelenburg (cabeça para baixo) e no lado esquerdo (decúbito lateral esquerdo).  
A posição de Trendelenburg favorece que uma bolha de ar no ventrículo esquerdo se mantenha afastada dos orifícios das artérias coronárias (localizados próximos à válvula aórtica), impedindo que as bolhas se desloquem e causem um infarto do miocárdio.  
O decúbito lateral esquerdo ajuda a reter o ar na região não-dependente do ventrículo direito, aumentando a chance de que este permaneça nesta posição em vez de progredir para a artéria pulmonar e obstruí-la. Essa estratégia também previne que o ar atravesse um potencial forame oval (presente em até 30% dos adultos) e seja transportado para o ventrículo esquerdo, de onde poderia embolizar para artérias distais – ocasionando, por exemplo, um acidente vascular cerebral.
A administração de oxigênio em alta concentração é recomendada para ambas as situações – embolia venosa e arterial – com o intuito de reduzir a isquemia e acelerar a diminuição do tamanho das bolhas.
No caso da embolia venosa, a posição de Trendelenburg ou decúbito lateral esquerdo pode reposicionar a bolha no ventrículo direito, permitindo a passagem do sangue sob ela.
A oxigenoterapia hiperbárica – com administracão de oxigênio a 100% – é recomendada para pacientes com sinais clínicos de embolia gasosa arterial, uma vez que acelera a remoção do nitrogênio das bolhas por dissolução e melhora a oxigenação dos tecidos. Esse tratamento é especialmente indicado para casos com envolvimento cardiopulmonar ou neurológico. O tratamento precoce oferece os melhores resultados, podendo ser eficaz até mesmo 30 horas após a lesão.

### Tratamento de mergulhadores
O atendimento com oxigenoterapia de primeiros socorros é útil para vítimas suspeitas de embolia gasosa ou para mergulhadores que tenham realizado ascensões rápidas ou omitido paradas de descompressão.  
A maioria dos reaparelhos de circuito fechado pode fornecer concentrações sustentadas de gás respiratório enriquecido em oxigênio e pode ser utilizada como alternativa aos reanimadores de oxigênio de circuito aberto. Contudo, o oxigênio puro administrado por meio de cilindro, via máscara sem reinalação, é a forma ideal de fornecer oxigênio a um paciente com doença por descompressão.

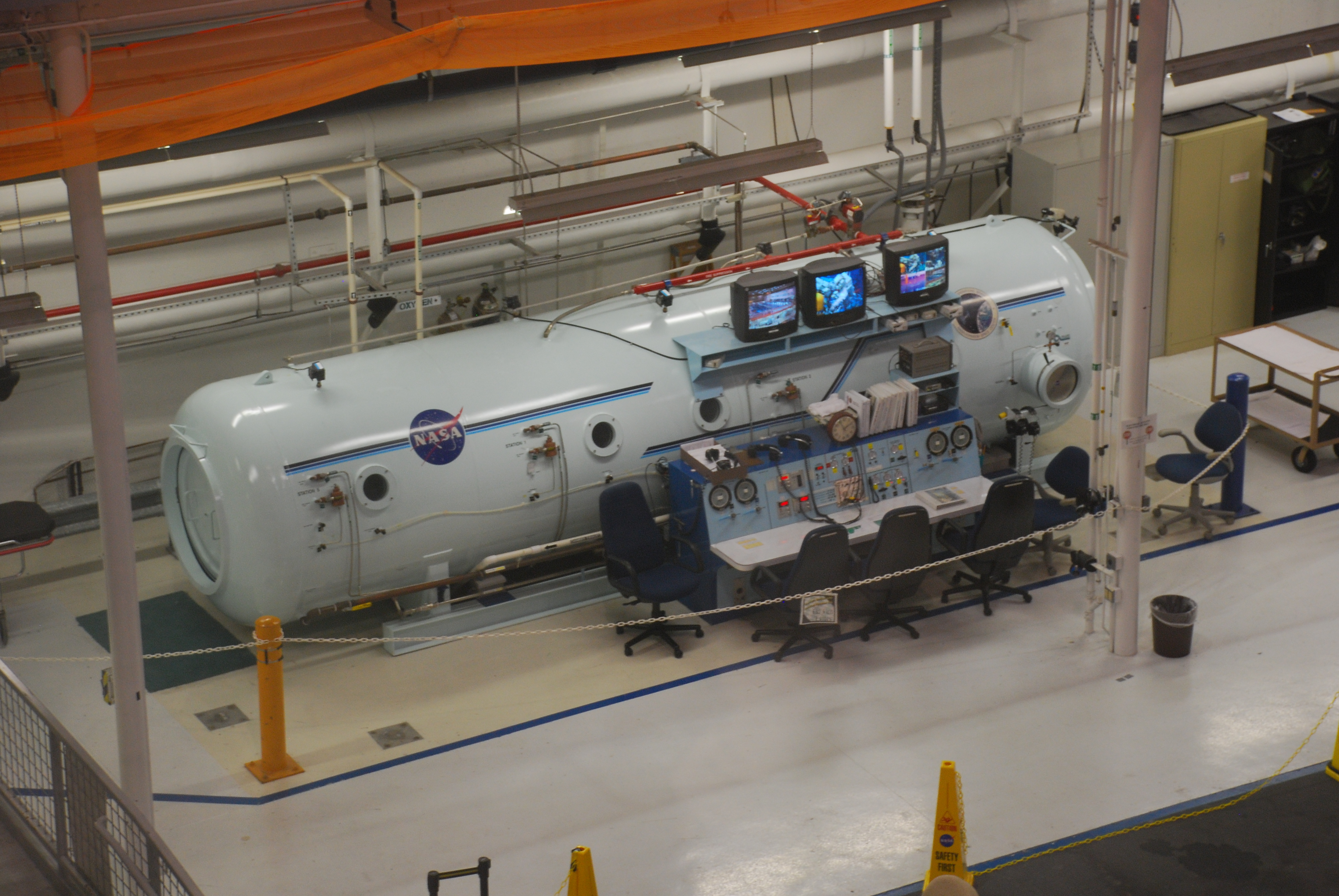
Câmara de recompressão

A recompressão é o tratamento mais eficaz – embora lento – para a embolia gasosa em mergulhadores.  
Normalmente, o procedimento é realizado em uma câmara hiperbárica. Com o aumento da pressão, a solubilidade do gás aumenta, o que reduz o tamanho das bolhas por acelerar sua absorção no sangue e tecidos. Além disso, os volumes das bolhas diminuem de forma inversamente proporcional à pressão ambiente, conforme descrito pela Lei de Boyle.  
Na câmara hiperbárica, o paciente pode respirar oxigênio a 100% sob pressões ambientais equivalentes a uma profundidade de até 18 metros de água. Sob essas condições, o oxigênio difunde-se para as bolhas, deslocando o nitrogênio e dissolvendo-o no sangue.[carece de fontes?]  
Bolhas constituídas por oxigênio são melhor toleradas.  
A difusão de oxigênio para o sangue e tecidos sob condições hiperbáricas pode apoiar áreas de difícil perfusão devido à obstrução arterial pelas bolhas, colaborando para a redução da lesão isquêmica.[carece de fontes?]  
Os efeitos do oxigênio hiperbárico também contrabalançam danos resultantes da reperfusão em áreas previamente isquêmicas, danos esses mediados pelos leucócitos.[carece de fontes?]

### Complicações
Alta incidência de recaída após o tratamento com oxigenoterapia hiperbárica, devido ao edema cerebral tardio.

## Links externos
- Embolia gasosa arterial